# Bruce MacGregor
Bruce Cameron MacGregor (* 26. April 1941 in Edmonton, Alberta) ist ein ehemaliger kanadischer Eishockeyspieler und -funktionär, der im Verlauf seiner aktiven Karriere zwischen 1958 und 1976 unter anderem 1139 Spiele für die Detroit Red Wings und New York Rangers in der National Hockey League sowie die Edmonton Oilers in der World Hockey Association auf der Position des Centers bestritten hat. Seine sportlich größten Erfolge feierte MacGregor mit der Teilnahme an der Summit Series 1974 als Spieler sowie als späterer Assistenz-General-Manager der Edmonton Oilers in der NHL, mit denen er insgesamt fünfmal den Stanley Cup gewann.

## Karriere

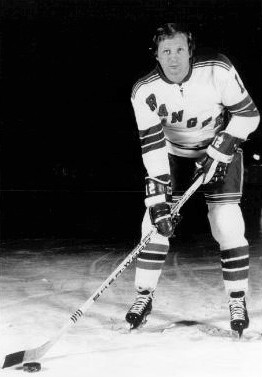
MacGregor im Trikot der New York Rangers

MacGregor verbrachte seine Juniorenzeit zwischen 1958 und 1960 bei den Edmonton Oil Kings in der Central Alberta Hockey League. Zudem nahm er mit der Mannschaft zweimal am Memorial Cup teil, ehe er innerhalb seiner Geburtsstadt Edmonton in den Profibereich zu den Edmonton Flyers aus der Western Hockey League wechselte. Dorthin war er von den Detroit Red Wings aus der National Hockey League ausgeliehen worden, nachdem ihn diese im Sommer 1960 als Free Agent verpflichtet hatten.
Für die Red Wings debütierte der Kanadier noch im Verlauf der Saison 1960/61, wo er sich in den folgenden Jahren zu einer zuverlässigen Konstante unter den Angriffsspielern entwickelte. Insgesamt verbrachte MacGregor zehn Spieljahre in Diensten Detroits und bildete dort in den späteren Jahren die zweite Angriffsreihe des Teams mit Norm Ullman und Paul Henderson. Im Februar 1971 transferierten die Red Wings ihren langjährigen Spieler gemeinsam mit Larry Brown zu den New York Rangers, während diese Arnie Brown, Mike Robitaille und Tom Miller in die Motor City abgaben. In New York beendete MacGregor die Spielzeit 1970/71 und blieb dem Team noch weitere drei Spieljahre treu.
Zur Saison 1974/75 kehrte der Stürmer der NHL nach insgesamt 1000 Einsätzen in insgesamt 14 Spielzeiten den Rücken und wechselte in die World Hockey Association. Dort lief er fortan für die Edmonton Oilers aus seiner Geburtsstadt auf, die sich bereits im WHA General Player Draft im Februar 1972 die Rechte an seiner Person gesichert hatten. Bei den Oilers beendete er im Sommer 1976 im Alter von 35 Jahren seine aktive Karriere.
Nach seinem Karriereende wechselte MacGregor ins Management der Oilers und arbeitete in den 1980er-Jahren unter General Manager Glen Sather als dessen Assistent. Gemeinsam bauten sie eines der erfolgreichsten Teams der NHL-Geschichte mit Spielern wie Wayne Gretzky, Mark Messier, Jari Kurri, Glenn Anderson und Paul Coffey auf, das zwischen 1984 und 1990 insgesamt fünfmal den Stanley Cup gewinnen konnte. Im Jahr 2015 wurde er für seine Verdienste um den Eishockeysport in seiner Heimatprovinz Alberta in die Alberta Sports Hall of Fame aufgenommen.

### International
MacGregor gehörte zum 25-köpfigen kanadischen Aufgebot bei der prestigeträchtigen Summit Series 1974 gegen die Nationalmannschaft der UdSSR. Der Stürmer wurde in fünf der insgesamt acht Partien eingesetzt und konnte dabei ein Tor vorbereiten. Die Kanadier gewannen lediglich eines der acht Spiele und verloren deren vier.

## Erfolge und Auszeichnungen
| - 1984 Stanley-Cup-Gewinn mit den Edmonton Oilers (als Assistenz-General-Manager) - 1985 Stanley-Cup-Gewinn mit den Edmonton Oilers (als Assistenz-General-Manager) - 1987 Stanley-Cup-Gewinn mit den Edmonton Oilers (als Assistenz-General-Manager) | - 1988 Stanley-Cup-Gewinn mit den Edmonton Oilers (als Assistenz-General-Manager) - 1990 Stanley-Cup-Gewinn mit den Edmonton Oilers (als Assistenz-General-Manager) - 2015 Aufnahme in die Alberta Sports Hall of Fame |

## Karrierestatistik

### International
Vertrat Kanada bei:
- Summit Series 1974

(Legende zur Spielerstatistik: Sp oder GP = absolvierte Spiele; T oder G = erzielte Tore; V oder A = erzielte Assists; Pkt oder Pts = erzielte Scorerpunkte; SM oder PIM = erhaltene Strafminuten; +/− = Plus/Minus-Bilanz; PP = erzielte Überzahltore; SH = erzielte Unterzahltore; GW = erzielte Siegtore; 1 Play-downs/Relegation; Kursiv: Statistik nicht vollständig)